# Distretto di Wulingyuan
Il distretto di Wulingyuan (武陵源区S, Wǔlíngyuán QūP) è un distretto della Cina, situato nella provincia di Hunan e amministrato dalla prefettura di Zhangjiajie.